# Liste schwäbischer Adelsgeschlechter/W

## W
| Name                                | Stammsitz | Stand                                                                   | Anmerkungen zu Geschichte und Verbreitung | Mitgliedschaft in Adelsvereinigungen, Bündnissen oder Matrikeln | Links zu relevanten Bildergalerien                                                            | Wappen                                               |
| ----------------------------------- | --- | ----------------------------------------------------------------------- | --- | --- | --------------------------------------------------------------------------------------------- | ---------------------------------------------------- |
| Waldburg                            | Waldburg Zeil | Ministeriale Herren Truchsessen Grafen                                  | Die Herren von Tanne nennen sich ab 1219 nach ihrem Lehen Waldburg zunächst Schenken der Staufer erhalten sie ab 1214 das Amt des Reichstruchsess Ausbau der Herrschaft: Wolfegg (1200), Waldsee (um 1240), Stadt Isny und Trauchberg (1306), Zeil (1337), Pfandschaft der „Fünf Donaustädte“ (1384/86 – 1680) (dies sind: Mengen, Munderkingen, Riedlingen, Saulgau und Waldsee) Pfand Herrschaft Waldsee (1386), Herrschaft Bussen (1387), Herrschaft Kallenberg (1401–1695), Landvogtei in Oberschwaben (1415–1416), Friedberg-Scheer (1452–1786), Grafschaft Sonnenberg (1455–1474) Seit 1429 Verzweigung in mehrere Linien (s. u.) 1803 Erhebung der Linien Waldburg-Wolfegg-Waldsee und Waldburg-Zeil-Zeil zu Reichsfürsten 1806 Mediatisierung | Leitbracken Schwäbischer Reichskreis | Die Waldburg weitere Bilder hier                                                              | Scheibler Siebmacher                                 |
| Waldburg-Trauchburg                 | Trauchburg später Scheer |                                                                         | jakobinische Linie (1429–1772) | | Herrschaft Trauchburg um 1725                                                                 |                                                      |
| Waldburg-Sonnenberg                 | Scheer Wolfegg | Grafen (Titel von Sonnenberg übernommen)                                | eberhardische Linie (1429–1511) | |                                                                                               |                                                      |
| Waldburg-Zeil                       | Zeil |                                                                         | georgische Linie Erwerb von Wolfegg von Waldburg-Sonnenberg (1508) 1595 Trennung in Waldburg-Wolfegg und Waldburg-Zeil Waldburg-Zeil trennt sich 1674 in Waldburg-Zeil-Zeil und Waldburg-Zeil-Wurzach (1903 erloschen) | | Herrschaft Zeil um 1725                                                                       |                                                      |
| Waldburg-Wolfegg                    | | Reichsgraf im schwäbischen Reichsgrafenkollegium                        | 1672 Abspaltung von Waldburg-Wolfegg-Wolfegg (1798 erloschen) und Waldburg-Wolfegg-Waldsee | |                                                                                               |                                                      |
| Waldburg-Zeil-Zeil                  | |                                                                         | | |                                                                                               |                                                      |
| Waldburg-Zeil-Wurzach               | | Reichsgraf im schwäbischen Reichsgrafenkollegium                        | 1674–1903 | |                                                                                               |                                                      |
| Truchseß von Waldeck                | Burg Waldeck (Schwarzwald) |                                                                         | erwähnt von 1140 bis 1553 | Leitbracken |                                                                                               | Ingeram Codex                                        |
| Wauler, wäller                      | Schloss Waal? |                                                                         | beteiligt an der Schlacht von Reutlingen waren auch zwei Wauler; die wohl nach Waal (Schwaben) benannte Familie tritt ansonsten im ostschwäbischen Raum in Erscheinung, auch als Wauler bzw. Waaler von Druisheim; Wappennachweis | Leitbracken |                                                                                               | Ingeram-Codex Scheibler                              |
| Grafen von Wartstein                | Burg Wartstein | Grafen                                                                  | Erben der Grafen von Berg; 1397 ausgestorben | | Ruine Wartstein                                                                               |                                                      |
| Wehingen                            | Wehingen |                                                                         | Rudolf von Wehingen, gefallen am 9. Juli 1386 in der Schlacht bei Sempach | Leitbracken |                                                                                               | Ingeram-Codex                                        |
| Weiler                              | Weiler, Eichelberg, Friedrichshof | Reichsritter                                                            | | Kanton Odenwald des Ritterkreis Franken Kanton Kocher (seit 1542 mit Gut Lichtenberg) Kanton Neckar (1628, Ludwig von Weyler) Sankt Jörgenschild (1392, Burcard von Weyler)                          | Burg Lichtenberg weitere Bilder hier                                                          | Siebmacher                                           |
| Weiler                              | Altenburg bei Weiler im Allgäu | sanktgallische Ministerialen                                            | Herrschaft 1571 an Österreich verkauft | | Die Altenburg weitere Bilder hier                                                             | Scheibler                                            |
| Weiler                              | Burg Weiler in Weiler, Ortsteil von Rainau | oettingische Ministerialen                                              | 1229 bis 1482 nachgewiesen | |                                                                                               | Neuer Siebmacher                                     |
| Weinsberg                           | Burg Weinsberg | ursprünglich staufische Ministerialen, Edelfreie                        | Reichserbkämmerer seit 1411, im Mannesstamm erloschen 1507 | Leitbracken |                                                                                               | Ingeram-Codex                                        |
| Weissach                            | Burg Ebersberg und Kammerhof bei Oberweissach | Ministeriale der Markgrafen von Baden, später der Grafen von Wirtenberg | Nach 1480 im Mannesstamm erloschen | |                                                                                               | Siebmacher                                           |
| Weißenburg                          | Weißenburg bei Weisweil (Klettgau) | Edelfreie                                                               | Herren von Krenkingen, jüngere Linie | Leitbracken |                                                                                               | Scheibler                                            |
| Weitingen, Volz von Weitingen       | Weitingen, Urnburg | tübingische, später hohenbergische Ministerialen, Reichsritter          | im 16. Jahrhundert Inhaber von Haimburg und Wildeck, letztmals erwähnt 1656 | Leitbracken Sankt Jörgenschild Schwäbischer Bund Kanton Neckar-Schwarzwald (nur 1562 erwähnt) |                                                                                               | Siebmacher Scheibler                                 |
| Welden                              | Welden Laupheim | Herren Freiherren                                                       | Lehensleute der Markgrafschaft Burgau 1582 Erwerb von Laupheim 1402 Blutgerichtsbarkeit 1597 Verkauf Weldens an die Fugger | Leitbracken Kanton Donau Kanton Kocher (1585–1764 wegen Hochaltingen) |                                                                                               | Siebmacher Scheibler                                 |
| Wemding, Wemlingen                  | Wemding |                                                                         | | Leitbracken |                                                                                               | Ingeram-Codex                                        |
| Werdenberg                          | Werdenberg, Sigmaringen | Grafen                                                                  | Stammen als Zweig der Grafen von Monfort von den Pfalzgrafen von Tübingen ab; teilten sich wiederum selbst mehrfach. Hauptlinien: Werdenberg-Heiligenberg, Werdenberg-Sargans | Sankt Jörgenschild, Schwäbischer Bund | Sühnebild des Felix von Werdenberg über dem Tor des Sigmaringer Schlosses weitere Bilder hier | Scheibler Werdenberg-Sargans Werdenberg-Heiligenberg |
| Werdenstein                         | Werdenstein | Reichsritter Freiherren                                                 | seit 1239 nachweisbar; später Erbkämmerer des Stifts Kempten; 1659 Erwerb von Dellmensingen; 1785 verkauft der letzte Freiherr von Werdenstein, der 1796 gestorbene Christoph Anton, die Herrschaft an die Grafen von Königsegg-Rothenfels | Leitbracken Kanton Hegau-Allgäu-Bodensee (im 18. Jhd.) | Burg Werdenstein weitere Bilder hier                                                          | Siebmacher                                           |
| Werenwag                            | Werenwag | Ministeriale der Grafen von Hohenberg                                   | Herrschaft Werenwag | | Burg Werenwag weitere Bilder hier                                                             | Scheibler                                            |
| Wernau                              | Ursprünglicher Sitz ist der Weiler Wernau, heute Stadt Erbach. Spätere Sitze u. a. in Pfauhausen und Steinbach aus deren Zusammenschluss 1938 die Stadt Wernau gebildet wurde. | Ritteradelig                                                            | seit 1400 ein Drittel von Pfauhausen 1599 erbten sie halb Donzdorf 1639 erhalten sie das Würzburger Lehen Großeislingen 1666 erwarben sie Steinbach 1696 starb die letzte Linie aus | Leitbracken Kanton Neckar-Schwarzwald (wegen Wernau) (1548–1696) Kanton Kocher (1542) (wegen Wolf Heinrich von Wernau zu Bodelshofen) (1578) (wegen Veit von Wernau zu Unterboihingen)               |                                                                                               | Scheibler                                            |
| Westernach                          | Westernach, Ortsteil von Mindelheim | Ritteradelig Freiherren                                                 | Johann Eustach von Westernach | Kanton Donau (wegen des 1619 erworbenen Kronburg) Kanton Kocher (1560–1576, wegen Bächingen, bis 1594) Kanton Hegau-Allgäu-Bodensee (18. Jhd.)                                                       |                                                                                               | Scheibler Siebmacher                                 |
| Westerstetten                       | Burg Westerstetten | Ritteradelig                                                            | 1264 erstmals erwähnt. Hatten bis 1432 Westerstetten inne, das danach an das Kloster Elchingen kam. ab dem 14. Jahrhundert in mehrere Familien geteilt Besitz um Drackenstein, Dillingen und Ellwangen starben 1637 aus | Leitbracken Kanton Kocher (1542–1637)(wegen Ballhausen, Dunstelkingen und Katzenstein) Kanton Neckar-Schwarzwald (1562–1624) (wegen Lautlingen und Margrethausen: Ulrich Dietdegen von W.)           | Rekonstruierte Ansicht der Burg Westerstetten nebst Wappen weitere Bilder hier                | Scheibler                                            |
| Widmann von Mühringen               | Mühringen | Ritteradelig                                                            | 1516 erwirbt Beat Widman (Kanzler von Tirol) Mühringen von Heinrich von Zimmern und nennt sich von Mühringen. Am 24. April 1606 wird Mühringen an die Heren von Westernach verkauft | Kanton Neckar |                                                                                               | Siebmacher                                           |
| Wielen von Winnenden                | Michelwinnaden | Ritter                                                                  | edelfreie Herren von Wineden erwähnt von 1189 bis 1311; Wielen: Michelwinnaden (1385–1425), Schwarzach (bis 1446) | Leitbracken |                                                                                               | Scheibler                                            |
| Wiesler, Wyßler                     | Weisel | Ministerialen der Grafen von Berg                                       | erwähnt bis 1450 | Leitbracken |                                                                                               | Scheibler                                            |
| Windeck                             | Alt-Windeck, Neu-Windeck |                                                                         | erwähnt 1212, erloschen 1592 | Leitbracken |                                                                                               | Scheibler                                            |
| Winkental (Winckenthal, Winkenthal) | Burgstall Winken bei Aalen | Ritter                                                                  | Ulrich von Winkenthal (1413–1420), Propst des Augustiner-Chorherrenstifts Backnang; 1439 Fritz von Winkental; 1481 Georg von Winkental auf Schloss Urbach im Remstal | |                                                                                               | Seyler                                               |
| Wippingen                           | Vuippens |                                                                         | | Leitbracken |                                                                                               | Ingeram-Codex                                        |
| Woellwarth                          | Essingen; Lauterburg; Fachsenfeld; Laubach; Lautern | Reichsritter Freiherren                                                 | | Leitbracken Kanton Kocher Kanton Altmühl des Ritterkreis Franken (wegen Polsingen) zeitweise auch Kanton Baunach des Ritterkreis Franken Georg von Wöllwarth 1805 als Personalist im Kanton Odenwald | Burg Lauterburg weitere Bilder hier                                                           | Scheibler Siebmacher                                 |
| Wolfurt                             | Wolfurt | Herren                                                                  | | | Schloss Wolfurt weitere Bilder hier                                                           | Siebmacher                                           |
| Wolf von Wolfsthal                  | angeblich Burg Bettringen bei Schwäbisch Gmünd | Patrizier, Reichsritter, Reichsgrafen (ab 1706)                         | Stadtadelige in Gmünd, Nördlingen, Augsburg, später Umzug nach Nürnberg; 1493 Erwerb von Burgfarnbach; 1500 Adel mit dem Prädikat von Wolfsthal bestätigt durch Kaiser Maximilian I.; ab 1706 Reichsgrafen; 1717 erloschen. | Kanton Steigerwald |                                                                                               | Siebmacher                                           |
| Wollmershausen                      | Wollmershausen, aus Tiefenbach | Ministerialen, Reichsritter                                             | erloschen 1708; Bartholomä (Ko, 1682–1708), Hengstfeld (Od) | Kanton Kocher, Kanton Odenwald des Fränkischen Ritterkreises |                                                                                               | Scheibler                                            |
| Wülflingen                          | Wülflingen |                                                                         | im 15. Jh. im Hegau (Schwandorf, Hecheln) | |                                                                                               | Scheibler                                            |
| Wunnenstein                         | Wunnenstein | Ministeriale Ritteradelig                                               | erwähnt 1251–1456, im Mannesstamm ausgestorben, bekanntester Vertreter: Wolf von Wunnenstein | |                                                                                               |                                                      |
| Württemberg                         | Wirtemberg Stuttgart Bad Urach | Grafen Herzöge ab 1495 Könige 1806 bis 1918                             | Liste der Herrscher von Württemberg | Leitbracken Schwäbischer Bund Schmalkaldischer Bund | Burg Wirtemberg als Stammburg des Geschlechts weitere Bilder hier                             | siehe aber: Wappen Württembergs                      |